# Лыков, Александр Михайлович
Александр Михайлович Лыков (род. 05.07.1934 г. в г. Алексин Тульской области) — российский учёный в области общего земледелия, академик РАСХН (1995), академик РАН (2013).

## Биография
Окончил Московскую сельскохозяйственную академию им. К. А. Тимирязева (ТСХА) (1957).
Работал в совхозе «Архангельский» Московской области: управляющий отделением (1957—1958), главный агроном (1958—1960).
В 1960—1991 в ТСХА: аспирант (1960—1963); старший научный сотрудник экспериментальной базы МСХА «Михайловское» Московской области (1963—1964); ассистент (1964—1968), старший преподаватель (1968—1969), доцент (1969—1978), профессор (1978—1979, 1984—1991), заведующий кафедрой земледелия и методики опытного дела (1979—1984).
В 1991—1997 заместитель академика-секретаря (1991—1992), академик-секретарь (1992—1997) Отделения земледелия РАСХН. В 1997—1999 профессор кафедры инженерной экологии Московского государственного университета природообустройства.
С 2000 г. — главный научный сотрудник Всероссийского н.-и., конструкторского и проектно-технологического института органических удобрений и торфа.
Доктор сельскохозяйственных наук (1977), профессор (1978), академик РАСХН (1995, член-корреспондент с 1991), академик РАН (2013).
Разработал технологические основы воспроизводства органического вещества почвы в современных системах земледелия.
Заслуженный деятель науки Российской Федерации (1995). Награждён юбилейной медалью «За доблестный труд. В ознаменование 100-летия со дня рождения Владимира Ильича Ленина» (1970), медалями ВДНХ.

## Основные работы
Автор более 250 научных публикаций, в том числе 37 книг и брошюр, из них 14 монографий и 11 учебников.
Книги
- Воспроизводство плодородия почв в Нечернозёмной зоне. — М.: Россельхозиздат, 1982. — 143 с.
- Гумус и плодородие почвы. — М.: Московский рабочий, 1985. — 192 с.
- Земледелие: учеб. для студентов вузов по агрон. спец. / соавт.: С. А. Воробьев и др. — М.: Агропромиздат, 1991. — 527 с.
- Зональные системы земледелия (на ландшафтной основе): учеб. для студентов с.-х. вузов по агрон. спец. / соавт.: А. И. Пупонин и др. — М.: Колос, 1995. — 287 с.
- Органическое вещество пахотных почв Нечерноземья: (актуальность и состояние пробл., рабочие гипотезы исслед., сопряженность агрон. и экол. функций, динамика в агроценозах, принципы моделирования и технологии воспроизводства) / соавт.: А. И. Еськов, М. Н. Новиков; Всерос. н.-и., конструктор. и проект.-технол. ин-т орган. удобрений и торфа.— М., 2004. — 630 с.